# Orgasm Addict
Orgasm Addict è un singolo del gruppo britannico Buzzcocks, pubblicato nell'ottobre 1977.

## Descrizione
Durante la registrazione di questo singolo, il cui testo tratta di masturbazione compulsiva adolescenziale, nella formazione del gruppo era sempre presente il bassista Garth Smith, entrato nella line-up agli inizi del 1977 sostituendo Steve Diggle, che cambiò strumento (chitarra). Più tardi, la new entry fu espulsa dal gruppo, a causa della sua dipendenza dall'alcol..
Il brano Orgasm Addict è stato scritto da Howard Devoto e Pete Shelley, mentre il lato B, Whatever Happened to... ?, da Shelly e Dial, alias che nasconde l'ex manager del gruppo, Richard Boon.
La copertina, opera di Linder Sterling, presenta un collage che raffigura donna nuda con al posto della testa un ferro da stiro e delle bocche sorridenti al posto dei capezzoli. Sterling spiegò poi: «The iron came from an Argos catalogue and the female torso came from a photographic magazine called Photo. I never cleared the copyright but no one noticed, so it was alright» (traduzione: "Il ferro da stiro è stato preso da un catalogo della Argos mentre il torso della donna è stato preso dalla rivista Photo. Non ho mai ottenuto un'autorizzazione, ma nessuno se ne è accorto, quindi era ok"). Originariamente, l'immagine era a colori, ma il designer del gruppo Malcolm Garrett pensò che sarebbe stato meglio convertirla in bianco e nero virato blu.
L'edizione francese del 45 giri contiene versioni differenti delle due canzoni stampate sui entrambi i lati del disco.
Orgasm Addict è stato in seguito inclusa nella raccolta Singles Going Steady e, successivamente, tra le tracce bonus presenti nella ristampa del primo album della band, Another Music in a Different Kitchen.

## Tracce
1. Orgasm Addict – 1:58 (Howard Devoto, Pete Shelley)
2. Whatever Happened to... ? – 2:07 (Pete Shelley, Richard Boon)

Durata totale: 4:05